# Воронов, Леонид Александрович
Леонид Александрович Во́ронов (1 [13] ноября 1899, Варшава — 20 апреля 1938, Челябинск) — советский художник, график и плакатист. Ученик Аристарха Лентулова, художник-график, автор плакатов немого кино, сотрудничал с издательствами Москвы в начале 1920-х годов.

## Биография
Родился в 1899 году в Варшаве, Российская империя. В 1905 году семья переехала в Ярославль, где его отец начал служить воспитателем в Ярославском кадетском корпусе.
В 1910—1917 годах учился в Ярославском кадетском корпусе.
С 1919 года работал художником-оформителем плакатов и афиш для кинотеатров. Создавал обложки книг в известных издательствах, напр. издательство Земля и фабрика.
В 1921 году — ученик в частной студии А. В. Лентулова,
С 1924 года входил в художественное объединение «Бытие», участвовал в выставках и был указан в каталогах (объединение существовало с 1921 по 1929 гг.). Известно 13 работ мастера, участвовавших в выставках.
3 апреля 1935 года был арестован, отбывал наказание по так называемому «Кремлёвскому делу».
20 апреля 1938 года был расстрелян в Челябинской тюрьме (посмертно реабилитирован).

## Семья
Предок Степана Богомиловича Воронова, в 1637 году получившего от царя Михаила Фёдоровича ввозную грамоту на имение отца в Куской волости Костромской губернии на 32 четверти. Петр Степанович Воронов, капитан русской армии, сын его Прокофий, прапорщик, служил во времена Петра Великого.
- Отец — Александр Петрович Воронов, из потомственных дворян, древнего рода[8], восходящего в допетровские времена (1871—?). В 1905 году работал воспитателем и позже преподавателем Ярославского кадетского корпуса, был женат, трое детей (Пётр, Леонид, Елена).
- Мать — Елизавета Магницкая.
  - Брат — Пётр Александрович Воронов (1896—?), актёр, режиссёр.
  - Сестра — Елена (1905—?)

Вторая супруга — Надежда Борисовна Скалова, пасынок Георгий Борисович

## Творческие союзы
- Член художественного объединения «Бытие» (1921—1929).

Входит в «Плеяду художников 1920—1930-х годов», исследованную О. Ройтенберг.

## Галерея
Плакаты для кино:

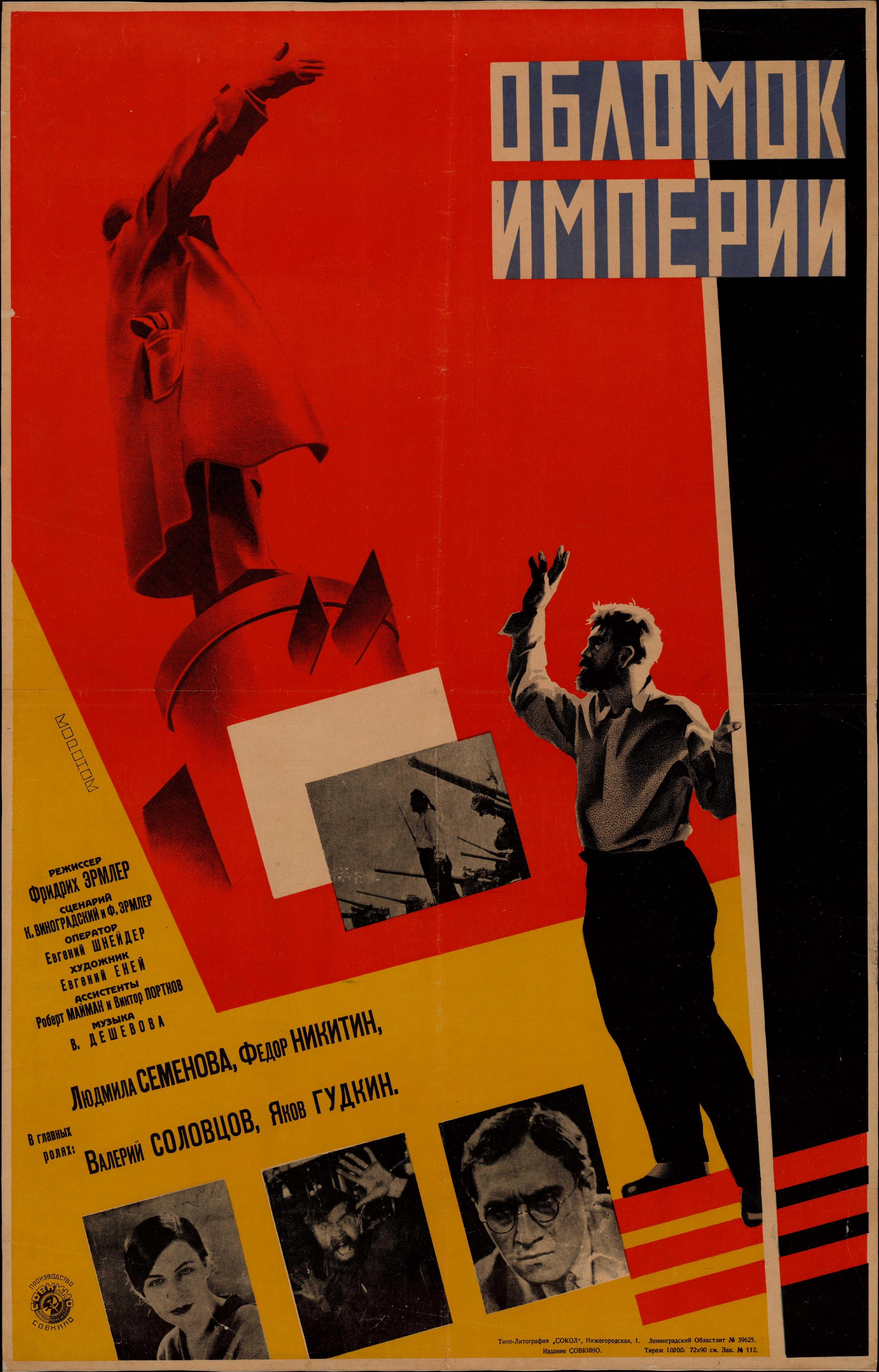
Плакат к фильму «Обломок империи»
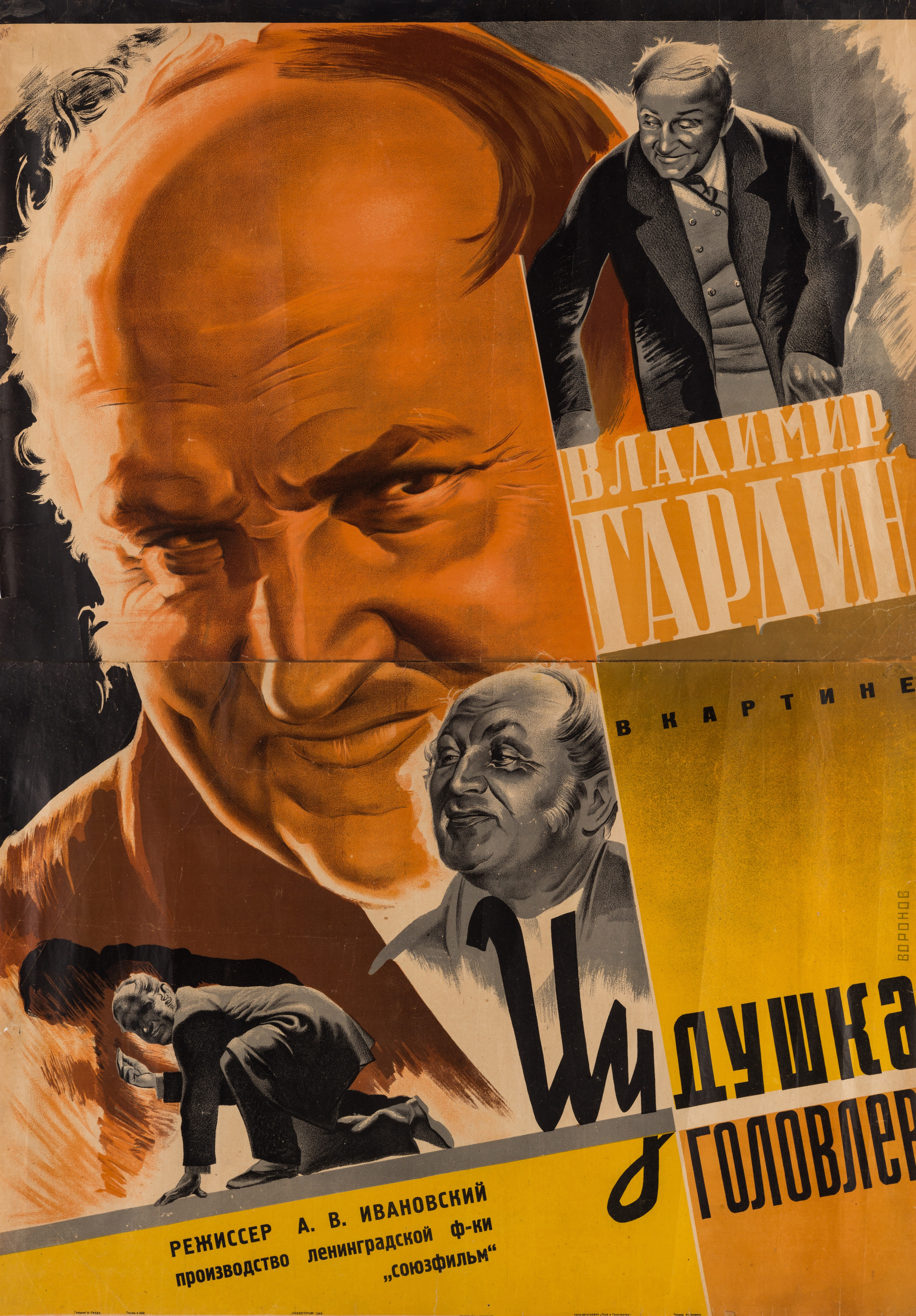
Плакат к фильму «Иудушка Головлёв»
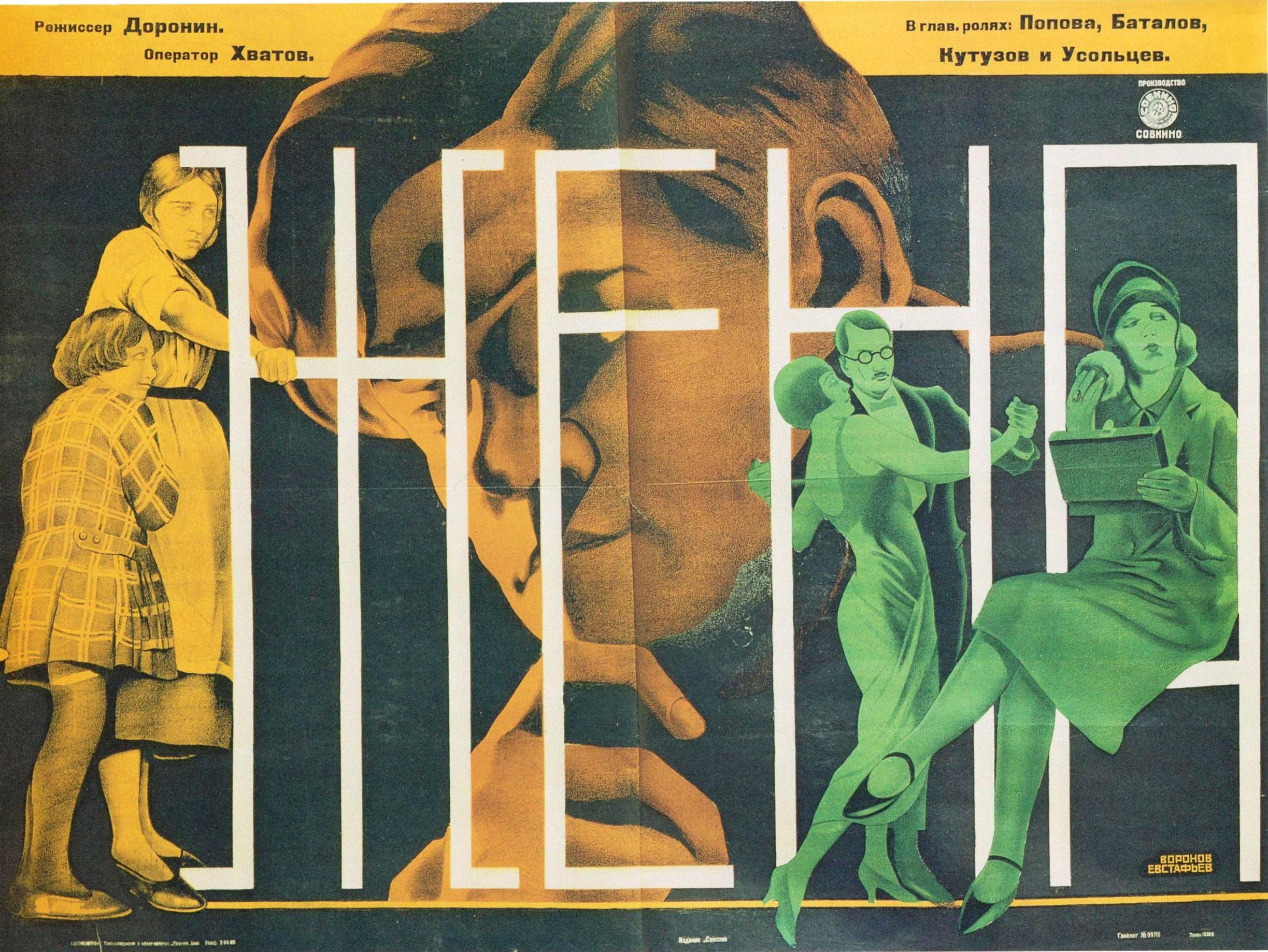
Плакат к фильму «Жена» Л. Воронов, М. Евстафьев